# Heeswijk-Dinther

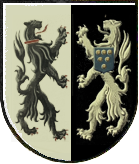
Wappen der ehemaligen Gemeinde Heeswijk-Dinther

Heeswijk-Dinther ist ein Ort und eine ehemalige Gemeinde in der niederländischen Provinz Nordbrabant, die nur 25 Jahre Bestand hatte. Sie wurde am 1. Januar 1969 durch die Vereinigung der beiden Gemeinden Heeswijk und Dinther gebildet. Am 1. Januar 1994 wurde sie mit Nistelrode zur neuen Gemeinde Heesch (im Jahr 1995 amtlich in Bernheze umbenannt) zusammengeschlossen. Zum Zeitpunkt der Auflösung zählte Heeswijk-Dinther 8624 Einwohner auf 32,72 km². Der Ort hat heute rund 10.035 Einwohner (Stand: 1. Januar 2024).
Im Jahr 2006 war Heeswijk Gastgeber des 15. Europaschützenfestes, einer Veranstaltung der Europäischen Gemeinschaft Historischer Schützen.

## Politik
Von 1982 bis zur Auflösung der Gemeinde ergab sich im Gemeinderat folgende Sitzverteilung:
| Partei                                | Sitze | Sitze | Sitze |
| Partei                                | 1982  | 1986  | 1990  |
| ------------------------------------- | ----- | ----- | ----- |
| CDA                                   | 6     | 7     | 6     |
| Heeswijk-Dinther L.                   | 6     | –     | –     |
| Onafhankelijke Politieke Groepering a | –     | 3     | 4     |
| Progressief Platform                  | –     | –     | 2     |
| Lijst Haps                            | –     | –     | 1     |
| Progressieve Samenwerking b           | 1     | 3     | –     |
| Lijst Verkaar                         | 3     | –     | –     |
| Lijst Kwaks                           | 2     | –     | –     |
| VVD                                   | 1     | –     | –     |
| Gesamt                                | 13    | 13    | 13    |

Anmerkungen

## Sehenswürdigkeiten
Die Kilsdonker Mühle (Kilsdonkse Molen) ist eine der wenigen bis heute erhaltenen kombinierten Wind- und Wassermühlen in Europa. Sie befindet sich in der Bauerschaft Beugt der Gemeinde Bernheze an einer ehemaligen Schleife des Flusses Aa. Von 2007 bis 2009 wurde die Mühle vollständig restauriert. Als Wassermühle arbeitete sie als Ölmühle und als Windmühle als Mahlmühle für Getreide. In den Nebengebäuden wurde eine Gaststätte eingerichtet. Seit dem 3. September 2002 ist die Mühle als Rijksmonument im Verzeichnis des Rijksdienst voor het Cultureel Erfgoed eingetragen.

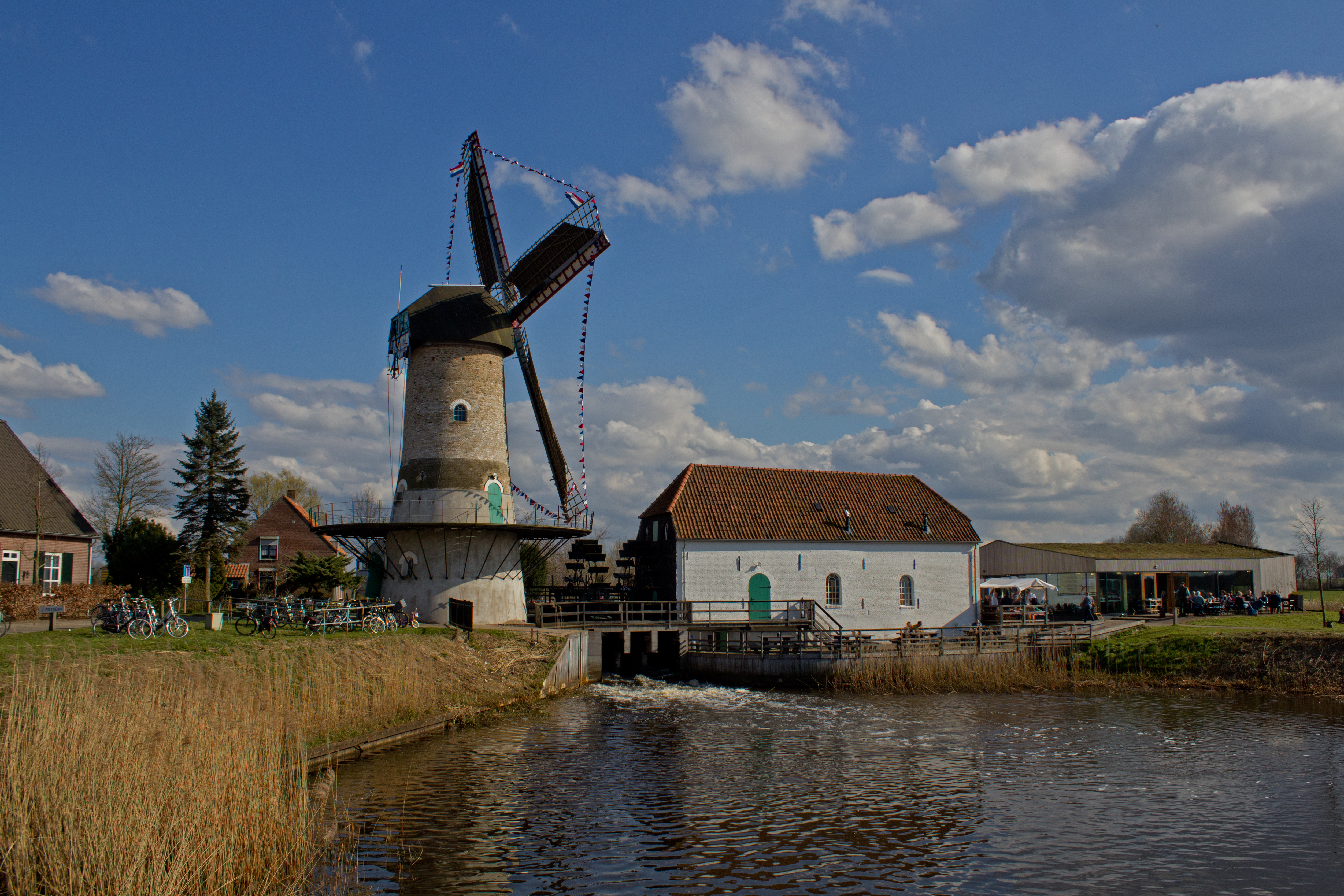
Die Mühle (2016)
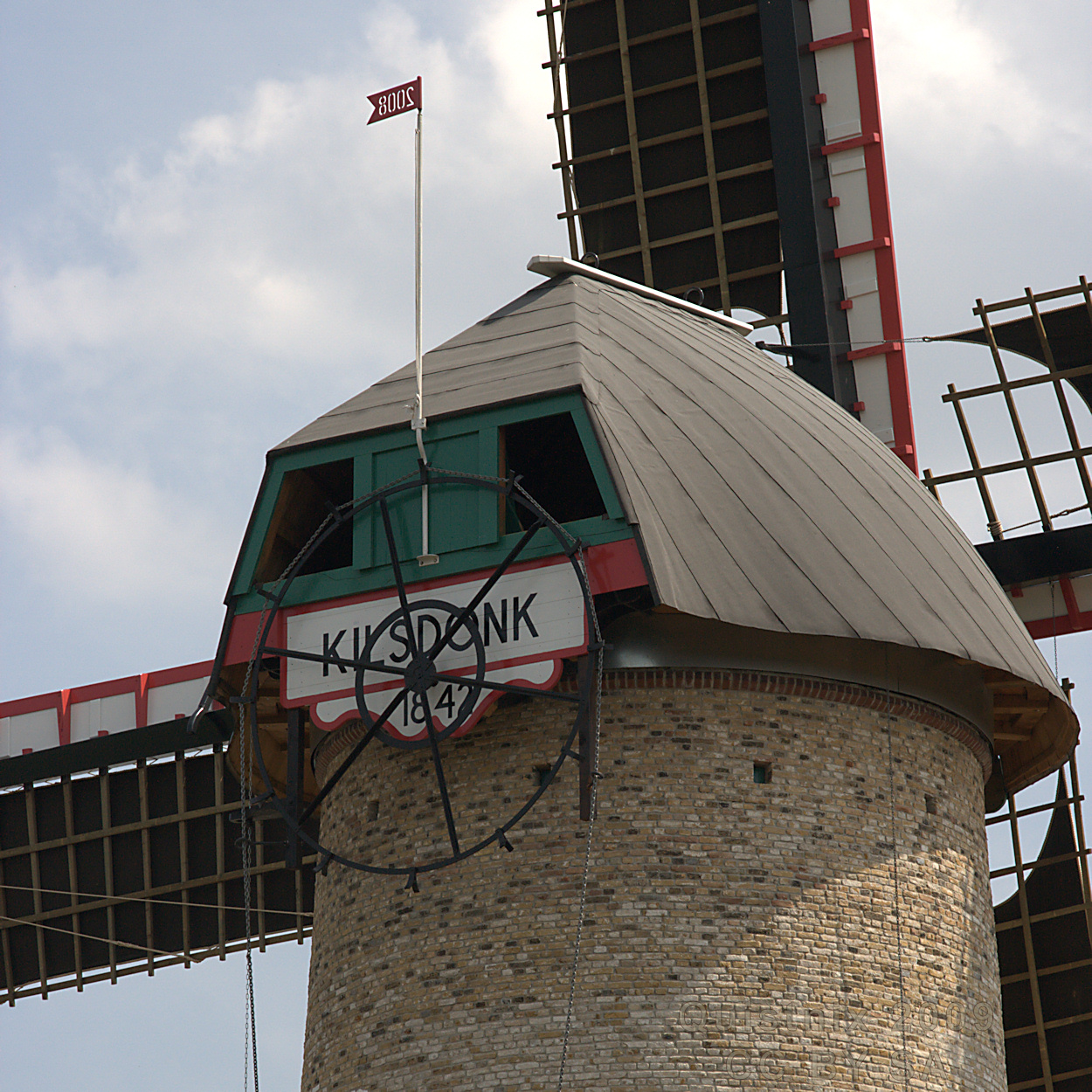
Mühlenhaube
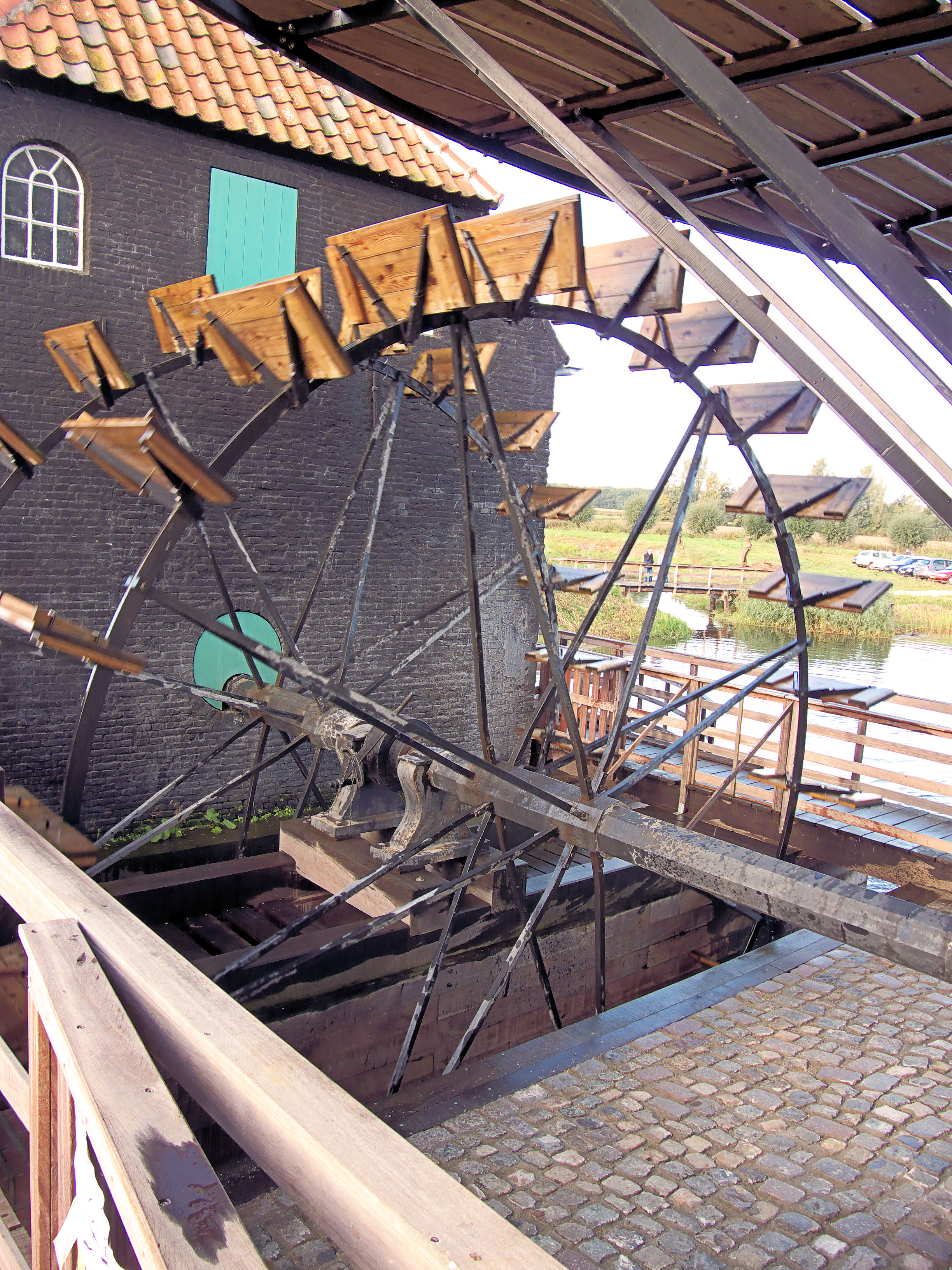
Wasserrad der Ölmühle
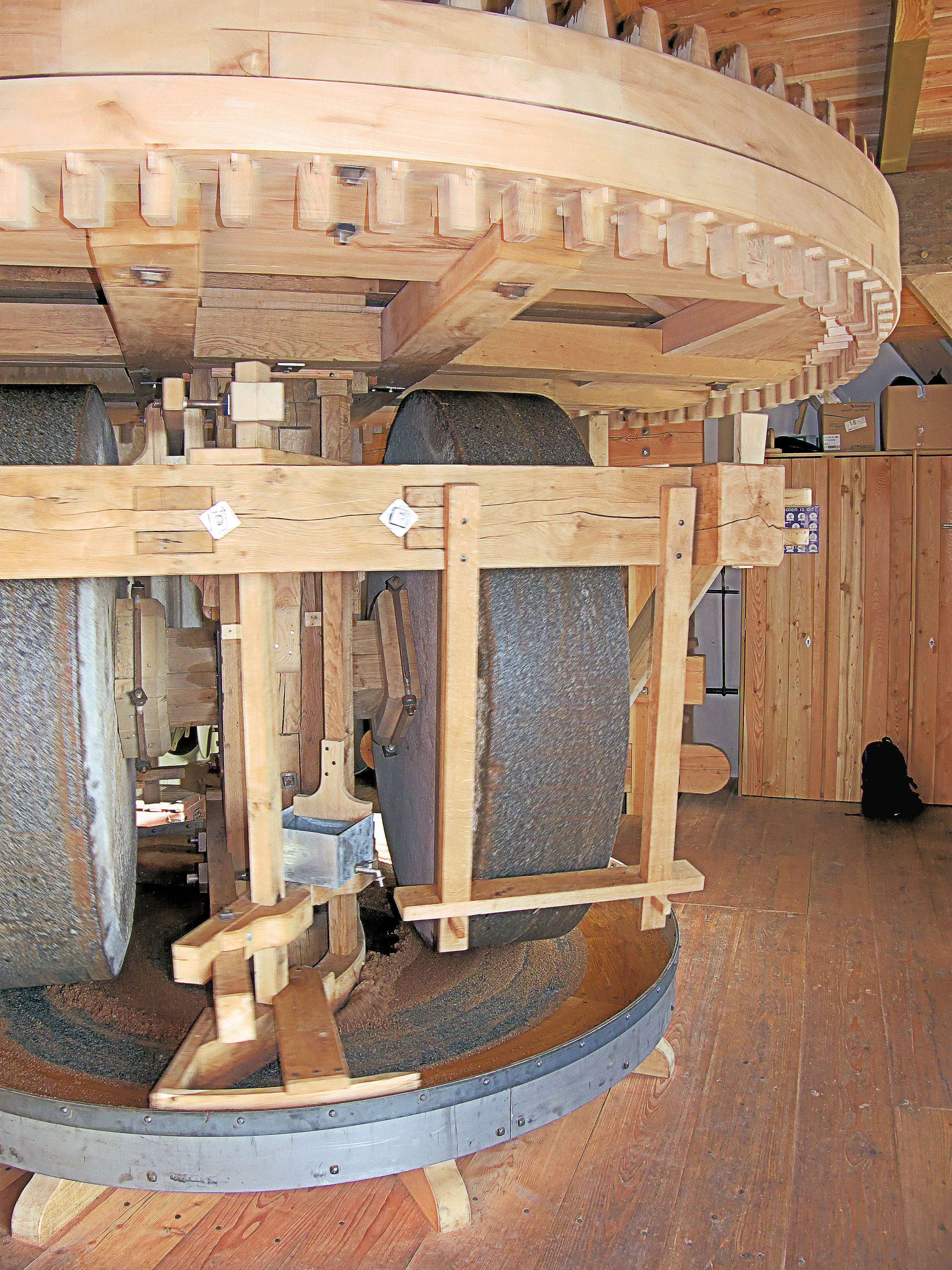
Mahlsteine der Ölmühle
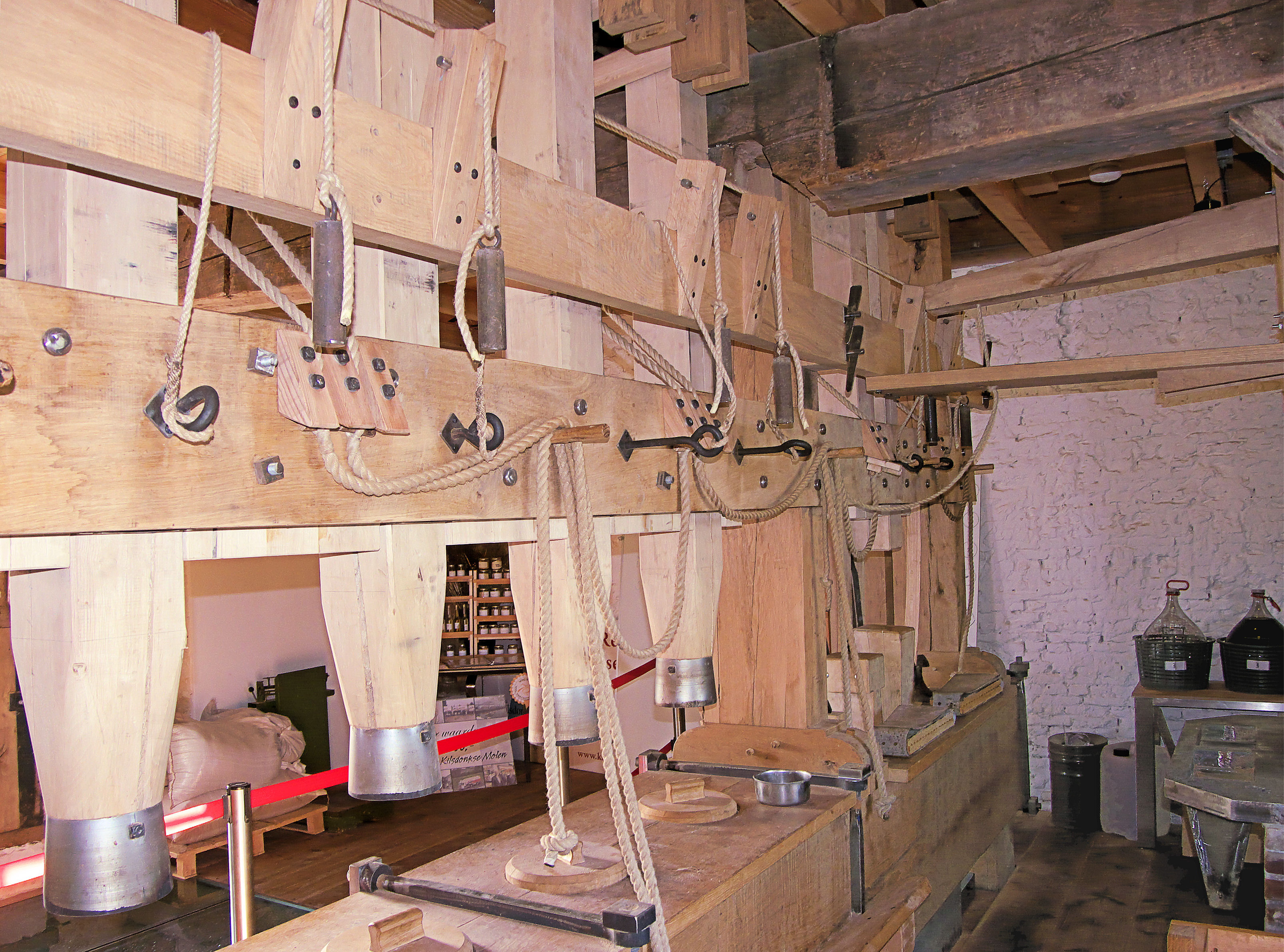
Pressen (Stampfer) der Ölmühle
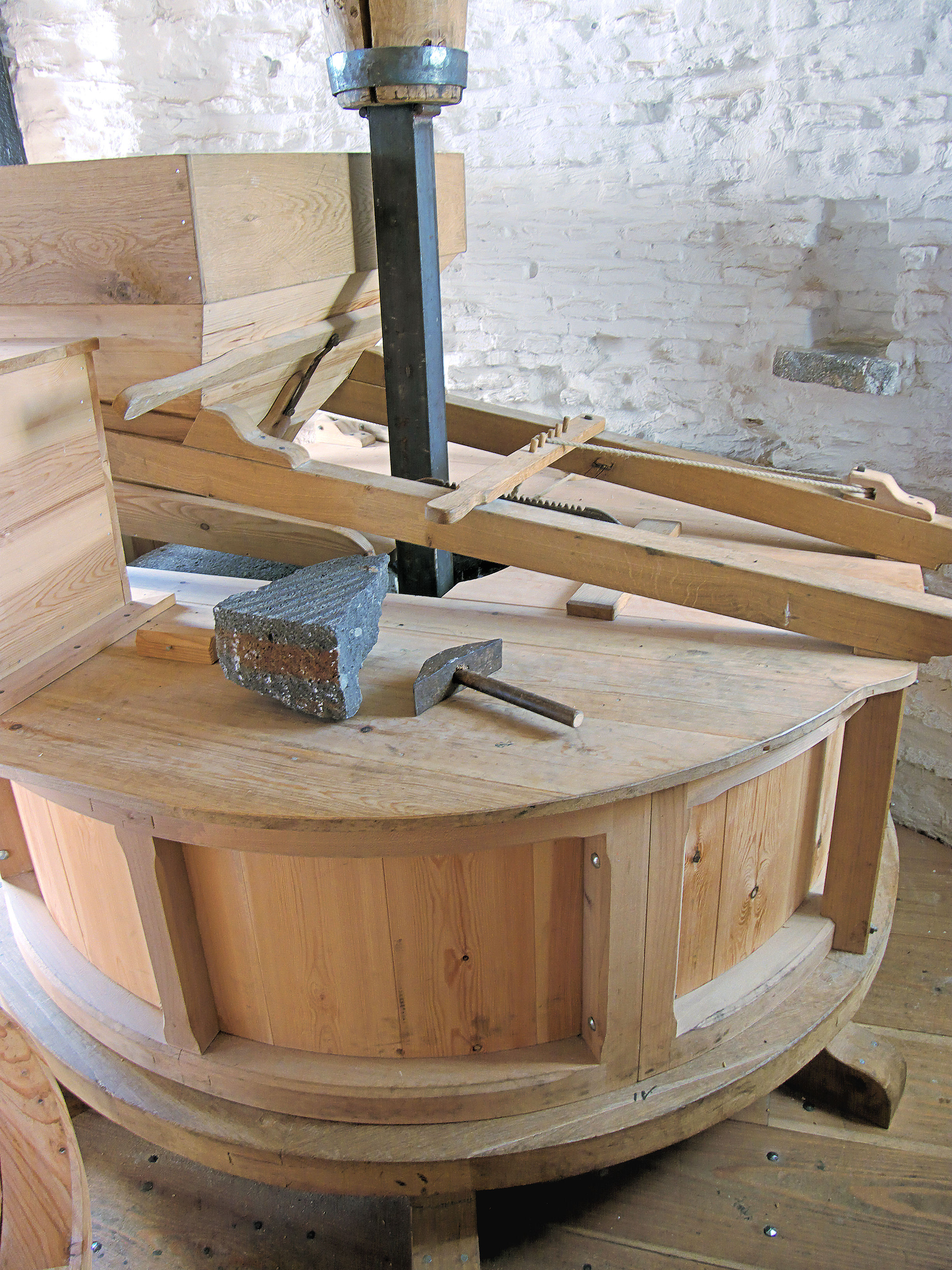
Rechtes Mehlmahlwerk (Mahlstein)
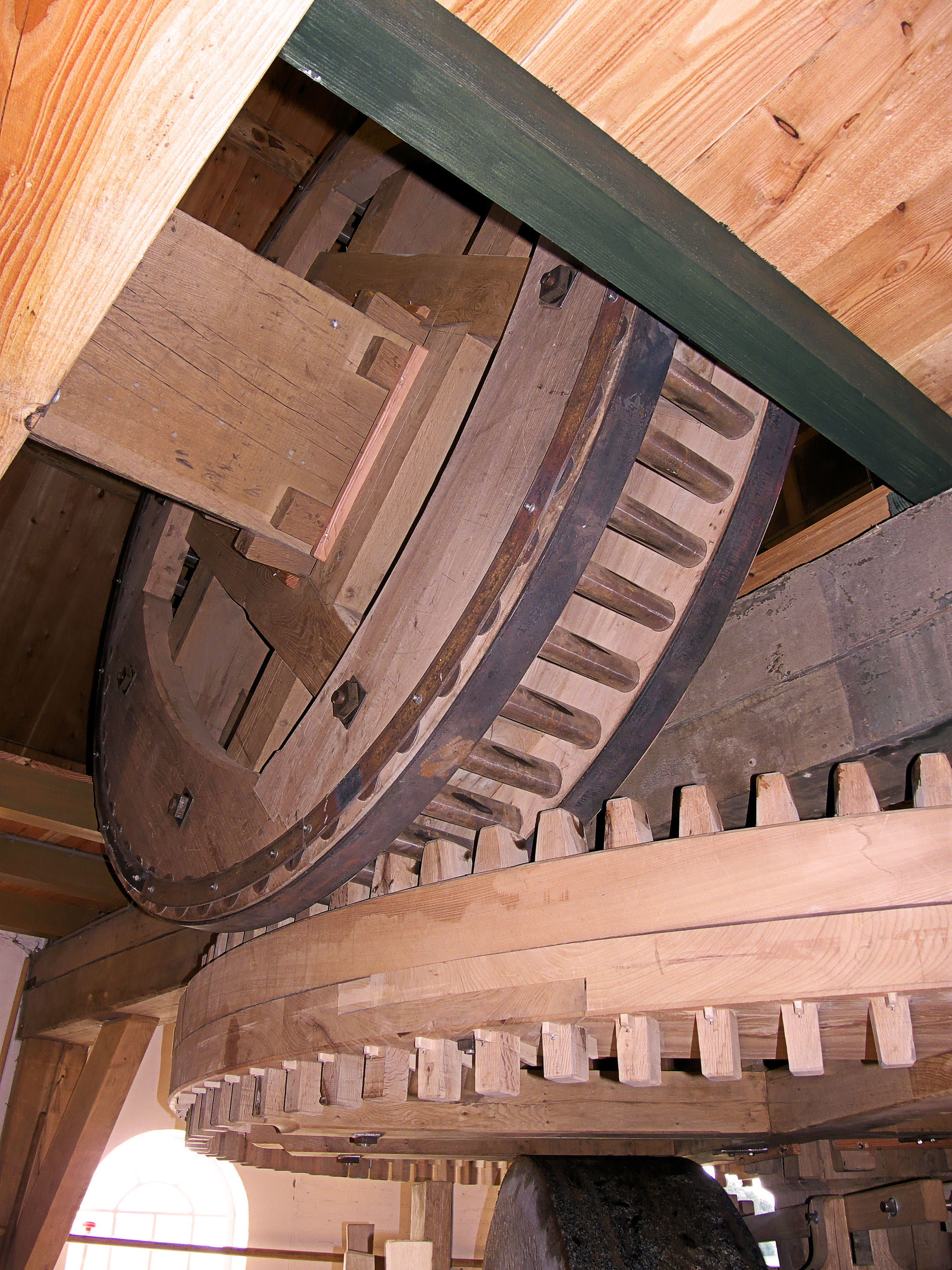
Zahnräder
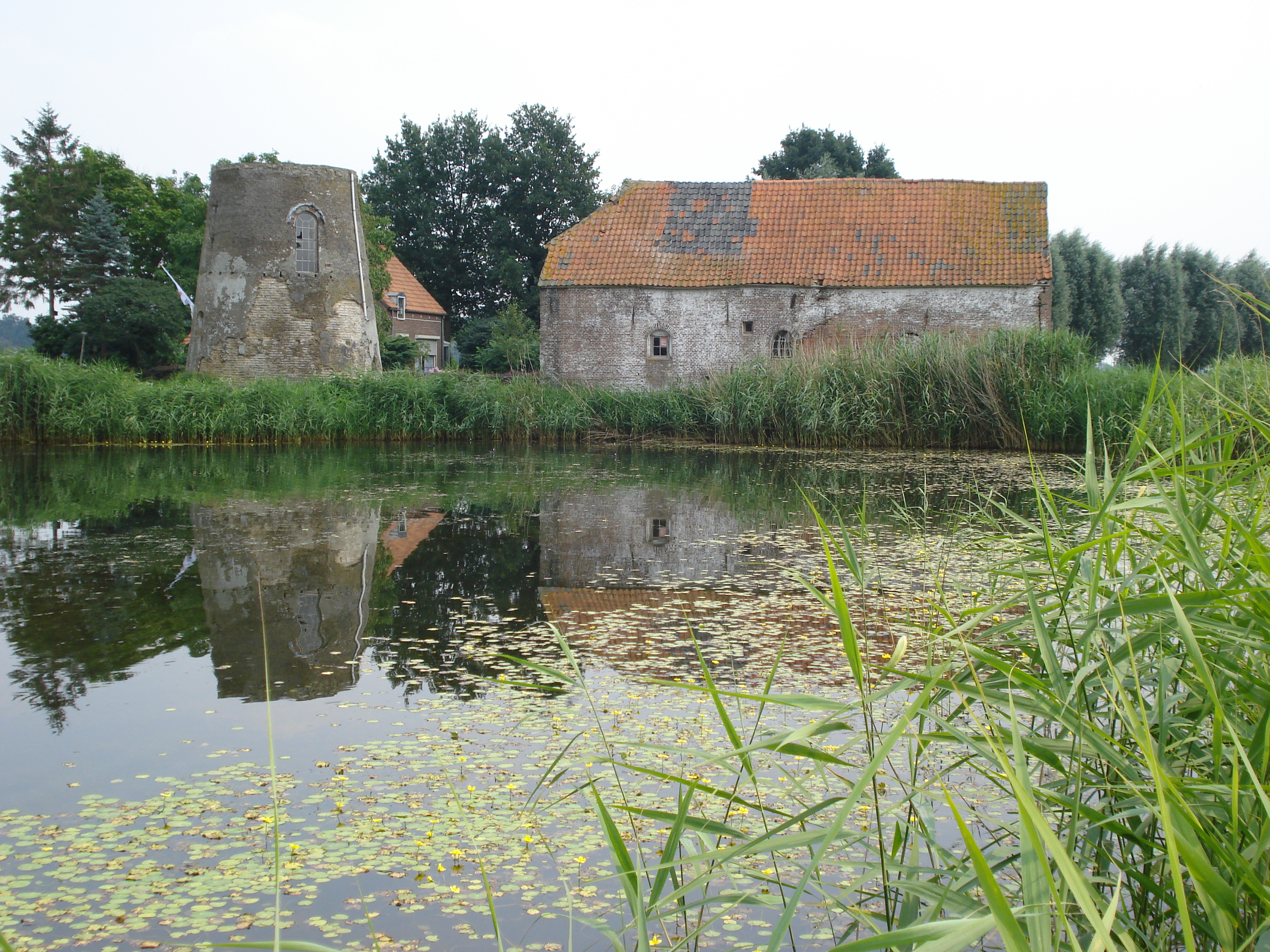
Zustand vor der Restaurierung (2007)
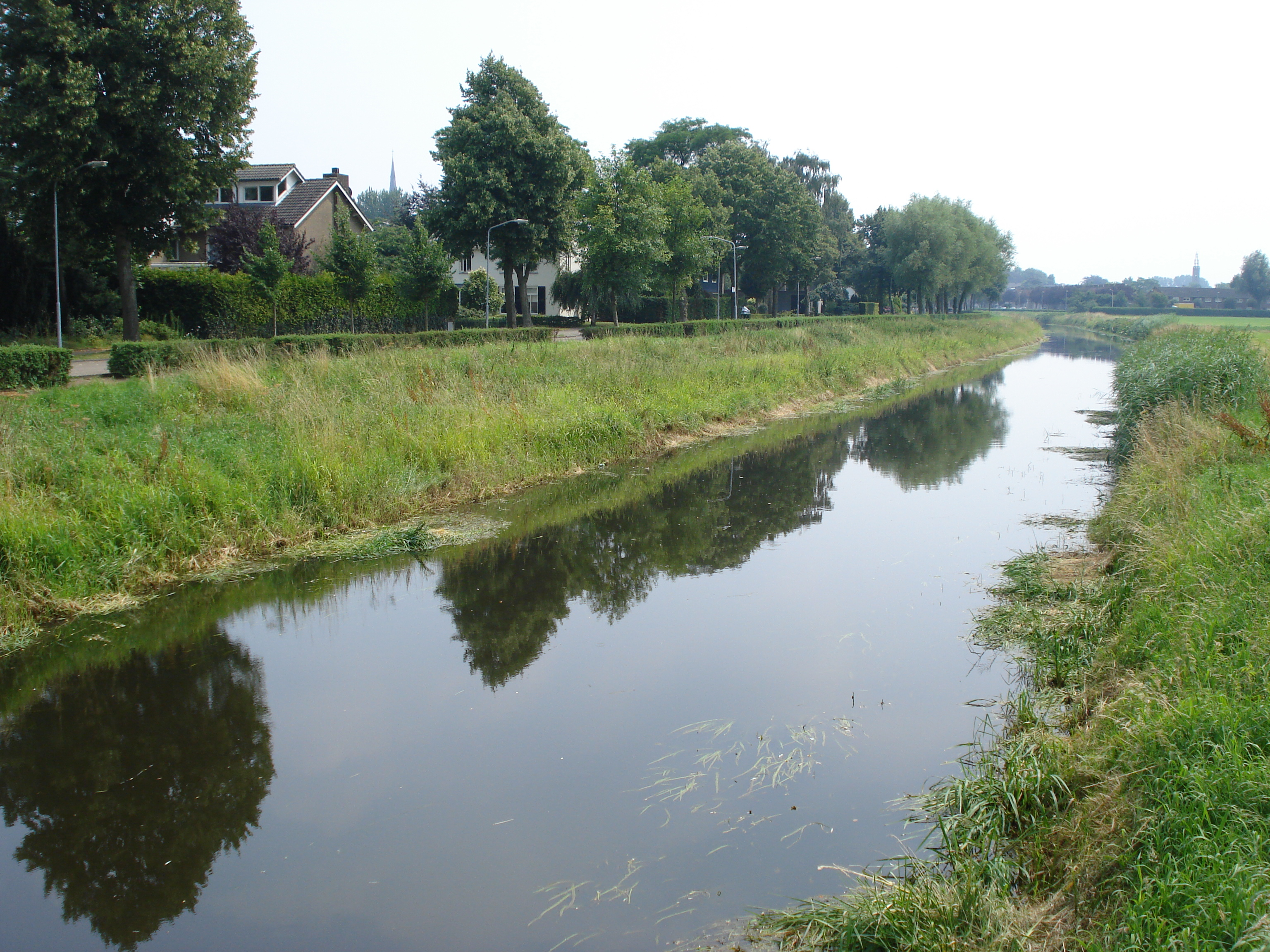
Der Fluss Aa bei Kilsdonk

## Persönlichkeiten
- Sjef van den Berg (* 1995), Bogenschütze
- Sanne van Dijke (* 1995), Judoka
- Robin Roefs (* 2003), Fußballtorwart